# Volta a Cataluña 2022
La 101.ª edición de la competición ciclista Volta a Cataluña fue una carrera de ciclismo en ruta por etapas que se celebró entre el 21 y el 27 de marzo de 2022 en Cataluña con inicio en la ciudad de San Felíu de Guixols y final en la ciudad de Barcelona sobre un recorrido de 1213 kilómetros.
La carrera hizo parte del UCI WorldTour 2022, calendario ciclístico de máximo nivel mundial, siendo la séptima carrera de dicho circuito y fue ganada por el colombiano Sergio Higuita del Bora-Hansgrohe. Completaron el podio, como segundo y tercer clasificado respectivamente, el ecuatoriano Richard Carapaz del INEOS Grenadiers y el portugués João Almeida del UAE Emirates.

## Equipos participantes
Tomaron parte en la carrera 24 equipos: 18 de categoría UCI WorldTeam y 6 de categoría UCI ProTeam. Formaron así un pelotón de 165 ciclistas de los que acabaron 94. Los equipos participantes fueron:
| WorldTeams (18)- AG2R Citroën Team - Astana Qazaqstan Team - Bahrain Victorious - Bora-Hansgrohe - Cofidis - EF Education-EasyPost - Groupama-FDJ - Ineos Grenadiers - Intermarché-Wanty-Gobert Matériaux - Israel-Premier Tech - Jumbo-Visma - Lotto-Soudal - Movistar Team - Quick-Step Alpha Vinyl - BikeExchange-Jayco - Team DSM - Trek-Segafredo - UAE Team Emirates ProTeams (6)- Arkéa-Samsic - Burgos-BH - Caja Rural-Seguros RGA - Euskaltel-Euskadi - Equipo Kern Pharma - Uno-X Pro Cycling Team |
| |

## Recorrido
| Etapa     | Fecha     | Recorrido                                   | type                   | Distancia (km) | Desnivel (m) | Ganador          | Líder            |
| --------- | --------- | ------------------------------------------- | ---------------------- | -------------- | ------------ | ---------------- | ---------------- |
| 1.ª etapa | 21 de mar | San Feliu de Guíxols – San Feliu de Guíxols | etapa llana            | 171            | 1968 m       | Michael Matthews | Michael Matthews |
| 2.ª etapa | 22 de mar | La Escala – Perpiñán                        | etapa llana            | 202,5          | 2404 m       | Kaden Groves     | Jonas Hvideberg  |
| 3.ª etapa | 23 de mar | Perpiñán – La Molina                        | etapa de montaña       | 161,1          | 3486 m       | Ben O'Connor     | Ben O'Connor     |
| 4.ª etapa | 24 de mar | Seo de Urgel – Boí Taüll Resort             | etapa de montaña       | 166,5          | 3400 m       | João Almeida     | Nairo Quintana   |
| 5.ª etapa | 25 de mar | Puebla de Segur – Villanueva y Geltrú       | etapa llana            | 206            | 2760 m       | Ethan Vernon     | João Almeida     |
| 6.ª etapa | 26 de mar | Salou – Cambrils                            | etapa de media montaña | 167,5          | 3014 m       | Richard Carapaz  | Sergio Higuita   |
| 7.ª etapa | 27 de mar | Barcelona – Barcelona                       | etapa de media montaña | 138,5          | 2337 m       | Andrea Bagioli   | Sergio Higuita   |

## Desarrollo de la carrera

### 1.ª etapa
| San Feliu de Guíxols - San Feliu de Guíxols | etapa llana | (171 km) |

| \| Clasificación de la etapa \| Clasificación de la etapa \| Clasificación de la etapa \| Clasificación de la etapa \| Clasificación de la etapa \| \| Ciclista \| Ciclista \| Equipo \| Tiempo \| \| \| ------------------------- \| ------------------------- \| ------------------------- \| ------------------------- \| ------------------------- \| \| 1.º \| Michael Matthews \| BikeExchange-Jayco \| 3 h 47 min 11 s \| \| \| 2.º \| Sonny Colbrelli \| Bahrain Victorious \| + 0 s \| \| \| 3.º \| Quentin Pacher \| Groupama-FDJ \| + 0 s \| \| \| 4.º \| Andrea Bagioli \| Quick-Step Alpha Vinyl \| + 0 s \| \| \| 5.º \| Sergio Higuita \| Bora-Hansgrohe \| + 0 s \| \| \| 6.º \| Mattias Skjelmose \| Trek-Segafredo \| + 0 s \| \| \| 7.º \| Simon Clarke \| Israel-Premier Tech \| + 0 s \| \| \| 8.º \| Eduard Prades \| Caja Rural-Seguros RGA \| + 0 s \| \| \| 9.º \| Hugo Hofstetter \| Arkéa-Samsic \| + 0 s \| \| \| 10.º \| Attila Valter \| Groupama-FDJ \| + 0 s \| \| |                   |                        |                 |
| |                   |                        |                 |
| Fuente: ProCyclingStats |                   |                        |                 |
| Clasificación de la etapa |                   |                        |                 |
| Ciclista | Ciclista          | Equipo                 | Tiempo          |
| 1.º | Michael Matthews  | BikeExchange-Jayco     | 3 h 47 min 11 s |
| 2.º | Sonny Colbrelli   | Bahrain Victorious     | + 0 s           |
| 3.º | Quentin Pacher    | Groupama-FDJ           | + 0 s           |
| 4.º | Andrea Bagioli    | Quick-Step Alpha Vinyl | + 0 s           |
| 5.º | Sergio Higuita    | Bora-Hansgrohe         | + 0 s           |
| 6.º | Mattias Skjelmose | Trek-Segafredo         | + 0 s           |
| 7.º | Simon Clarke      | Israel-Premier Tech    | + 0 s           |
| 8.º | Eduard Prades     | Caja Rural-Seguros RGA | + 0 s           |
| 9.º | Hugo Hofstetter   | Arkéa-Samsic           | + 0 s           |
| 10.º | Attila Valter     | Groupama-FDJ           | + 0 s           |

| \| Clasificación general \| Clasificación general \| Clasificación general \| Clasificación general \| Clasificación general \| \| Ciclista \| Ciclista \| Equipo \| Tiempo \| \| \| --------------------- \| --------------------- \| ---------------------- \| --------------------- \| --------------------- \| \| 1.º \| Michael Matthews \| BikeExchange-Jayco \| 3 h 47 min 01 s \| \| \| 2.º \| Sonny Colbrelli \| Bahrain Victorious \| + 4 s \| \| \| 3.º \| Jonas Hvideberg \| Team DSM \| + 4 s \| \| \| 4.º \| Quentin Pacher \| Groupama-FDJ \| + 6 s \| \| \| 5.º \| Andrea Bagioli \| Quick-Step Alpha Vinyl \| + 10 s \| \| \| 6.º \| Sergio Higuita \| Bora-Hansgrohe \| + 10 s \| \| \| 7.º \| Mattias Skjelmose \| Trek-Segafredo \| + 10 s \| \| \| 8.º \| Simon Clarke \| Israel-Premier Tech \| + 10 s \| \| \| 9.º \| Eduard Prades \| Caja Rural-Seguros RGA \| + 10 s \| \| \| 10.º \| Attila Valter \| Groupama-FDJ \| + 10 s \| \| |                   |                        |                 |
| |                   |                        |                 |
| Fuente: ProCyclingStats |                   |                        |                 |
| Clasificación general |                   |                        |                 |
| Ciclista | Ciclista          | Equipo                 | Tiempo          |
| 1.º | Michael Matthews  | BikeExchange-Jayco     | 3 h 47 min 01 s |
| 2.º | Sonny Colbrelli   | Bahrain Victorious     | + 4 s           |
| 3.º | Jonas Hvideberg   | Team DSM               | + 4 s           |
| 4.º | Quentin Pacher    | Groupama-FDJ           | + 6 s           |
| 5.º | Andrea Bagioli    | Quick-Step Alpha Vinyl | + 10 s          |
| 6.º | Sergio Higuita    | Bora-Hansgrohe         | + 10 s          |
| 7.º | Mattias Skjelmose | Trek-Segafredo         | + 10 s          |
| 8.º | Simon Clarke      | Israel-Premier Tech    | + 10 s          |
| 9.º | Eduard Prades     | Caja Rural-Seguros RGA | + 10 s          |
| 10.º | Attila Valter     | Groupama-FDJ           | + 10 s          |

### 2.ª etapa
| La Escala - Perpiñán | etapa llana | (202,5 km) |

| \| Clasificación de la etapa \| Clasificación de la etapa \| Clasificación de la etapa \| Clasificación de la etapa \| Clasificación de la etapa \| \| Ciclista \| Ciclista \| Equipo \| Tiempo \| \| \| ------------------------- \| ------------------------- \| ------------------------- \| ------------------------- \| ------------------------- \| \| 1.º \| Kaden Groves \| BikeExchange-Jayco \| 4 h 44 min 28 s \| \| \| 2.º \| Phil Bauhaus \| Bahrain Victorious \| + 0 s \| \| \| 3.º \| Hugo Hofstetter \| Arkéa-Samsic \| + 0 s \| \| \| 4.º \| Ethan Vernon \| Quick-Step Alpha Vinyl \| + 0 s \| \| \| 5.º \| Juan Sebastián Molano \| UAE Team Emirates \| + 0 s \| \| \| 6.º \| Manuel Peñalver \| Burgos-BH \| + 0 s \| \| \| 7.º \| Michael Matthews \| BikeExchange-Jayco \| + 0 s \| \| \| 8.º \| Steven Kruijswijk \| Jumbo-Visma \| + 0 s \| \| \| 9.º \| Henri Vandenabeele \| Team DSM \| + 0 s \| \| \| 10.º \| Mattias Skjelmose \| Trek-Segafredo \| + 0 s \| \| |                       |                        |                 |
| |                       |                        |                 |
| Fuente: ProCyclingStats |                       |                        |                 |
| Clasificación de la etapa |                       |                        |                 |
| Ciclista | Ciclista              | Equipo                 | Tiempo          |
| 1.º | Kaden Groves          | BikeExchange-Jayco     | 4 h 44 min 28 s |
| 2.º | Phil Bauhaus          | Bahrain Victorious     | + 0 s           |
| 3.º | Hugo Hofstetter       | Arkéa-Samsic           | + 0 s           |
| 4.º | Ethan Vernon          | Quick-Step Alpha Vinyl | + 0 s           |
| 5.º | Juan Sebastián Molano | UAE Team Emirates      | + 0 s           |
| 6.º | Manuel Peñalver       | Burgos-BH              | + 0 s           |
| 7.º | Michael Matthews      | BikeExchange-Jayco     | + 0 s           |
| 8.º | Steven Kruijswijk     | Jumbo-Visma            | + 0 s           |
| 9.º | Henri Vandenabeele    | Team DSM               | + 0 s           |
| 10.º | Mattias Skjelmose     | Trek-Segafredo         | + 0 s           |

| \| Clasificación general \| Clasificación general \| Clasificación general \| Clasificación general \| Clasificación general \| \| Ciclista \| Ciclista \| Equipo \| Tiempo \| \| \| --------------------- \| -------------------------- \| ---------------------------------- \| --------------------- \| --------------------- \| \| 1.º \| Jonas Hvideberg \| Team DSM \| 8 h 31 min 28 s \| \| \| 2.º \| Michael Matthews \| BikeExchange-Jayco \| + 1 s \| \| \| 3.º \| Hugo Hofstetter \| Arkéa-Samsic \| + 7 s \| \| \| 4.º \| Mattias Skjelmose \| Trek-Segafredo \| + 11 s \| \| \| 5.º \| Juan Sebastián Molano \| UAE Team Emirates \| + 11 s \| \| \| 6.º \| Giulio Ciccone \| Trek-Segafredo \| + 11 s \| \| \| 7.º \| Tobias Halland Johannessen \| Uno-X Pro Cycling Team \| + 11 s \| \| \| 8.º \| Sergio Higuita \| Bora-Hansgrohe \| + 11 s \| \| \| 9.º \| Jan Bakelants \| Intermarché-Wanty-Gobert Matériaux \| + 11 s \| \| \| 10.º \| Sam Oomen \| Jumbo-Visma \| + 11 s \| \| |                            |                                    |                 |
| |                            |                                    |                 |
| Fuente: ProCyclingStats |                            |                                    |                 |
| Clasificación general |                            |                                    |                 |
| Ciclista | Ciclista                   | Equipo                             | Tiempo          |
| 1.º | Jonas Hvideberg            | Team DSM                           | 8 h 31 min 28 s |
| 2.º | Michael Matthews           | BikeExchange-Jayco                 | + 1 s           |
| 3.º | Hugo Hofstetter            | Arkéa-Samsic                       | + 7 s           |
| 4.º | Mattias Skjelmose          | Trek-Segafredo                     | + 11 s          |
| 5.º | Juan Sebastián Molano      | UAE Team Emirates                  | + 11 s          |
| 6.º | Giulio Ciccone             | Trek-Segafredo                     | + 11 s          |
| 7.º | Tobias Halland Johannessen | Uno-X Pro Cycling Team             | + 11 s          |
| 8.º | Sergio Higuita             | Bora-Hansgrohe                     | + 11 s          |
| 9.º | Jan Bakelants              | Intermarché-Wanty-Gobert Matériaux | + 11 s          |
| 10.º | Sam Oomen                  | Jumbo-Visma                        | + 11 s          |

### 3.ª etapa
| Perpiñán - La Molina | etapa de montaña | (161,1 km) |

| \| Clasificación de la etapa \| Clasificación de la etapa \| Clasificación de la etapa \| Clasificación de la etapa \| Clasificación de la etapa \| \| Ciclista \| Ciclista \| Equipo \| Tiempo \| \| \| ------------------------- \| -------------------------- \| ------------------------- \| ------------------------- \| ------------------------- \| \| 1.º \| Ben O'Connor \| AG2R Citroën Team \| 4 h 12 min 51 s \| \| \| 2.º \| Juan Ayuso \| UAE Team Emirates \| + 6 s \| \| \| 3.º \| Nairo Quintana \| Arkéa-Samsic \| + 6 s \| \| \| 4.º \| Sergio Higuita \| Bora-Hansgrohe \| + 6 s \| \| \| 5.º \| João Almeida \| UAE Team Emirates \| + 6 s \| \| \| 6.º \| Wout Poels \| Bahrain Victorious \| + 6 s \| \| \| 7.º \| Giulio Ciccone \| Trek-Segafredo \| + 6 s \| \| \| 8.º \| Tobias Halland Johannessen \| Uno-X Pro Cycling Team \| + 6 s \| \| \| 9.º \| Guillaume Martin \| Cofidis \| + 6 s \| \| \| 10.º \| Damien Howson \| BikeExchange-Jayco \| + 9 s \| \| |                            |                        |                 |
| |                            |                        |                 |
| Fuente: ProCyclingStats |                            |                        |                 |
| Clasificación de la etapa |                            |                        |                 |
| Ciclista | Ciclista                   | Equipo                 | Tiempo          |
| 1.º | Ben O'Connor               | AG2R Citroën Team      | 4 h 12 min 51 s |
| 2.º | Juan Ayuso                 | UAE Team Emirates      | + 6 s           |
| 3.º | Nairo Quintana             | Arkéa-Samsic           | + 6 s           |
| 4.º | Sergio Higuita             | Bora-Hansgrohe         | + 6 s           |
| 5.º | João Almeida               | UAE Team Emirates      | + 6 s           |
| 6.º | Wout Poels                 | Bahrain Victorious     | + 6 s           |
| 7.º | Giulio Ciccone             | Trek-Segafredo         | + 6 s           |
| 8.º | Tobias Halland Johannessen | Uno-X Pro Cycling Team | + 6 s           |
| 9.º | Guillaume Martin           | Cofidis                | + 6 s           |
| 10.º | Damien Howson              | BikeExchange-Jayco     | + 9 s           |

| \| Clasificación general \| Clasificación general \| Clasificación general \| Clasificación general \| Clasificación general \| \| Ciclista \| Ciclista \| Equipo \| Tiempo \| \| \| --------------------- \| -------------------------- \| ---------------------- \| --------------------- \| --------------------- \| \| 1.º \| Ben O'Connor \| AG2R Citroën Team \| 12 h 44 min 20 s \| \| \| 2.º \| Juan Ayuso \| UAE Team Emirates \| + 10 s \| \| \| 3.º \| Nairo Quintana \| Arkéa-Samsic \| + 12 s \| \| \| 4.º \| Sergio Higuita \| Bora-Hansgrohe \| + 16 s \| \| \| 5.º \| Giulio Ciccone \| Trek-Segafredo \| + 16 s \| \| \| 6.º \| Tobias Halland Johannessen \| Uno-X Pro Cycling Team \| + 16 s \| \| \| 7.º \| Wout Poels \| Bahrain Victorious \| + 16 s \| \| \| 8.º \| Guillaume Martin \| Cofidis \| + 16 s \| \| \| 9.º \| João Almeida \| UAE Team Emirates \| + 16 s \| \| \| 10.º \| Steven Kruijswijk \| Jumbo-Visma \| + 19 s \| \| |                            |                        |                  |
| |                            |                        |                  |
| Fuente: ProCyclingStats |                            |                        |                  |
| Clasificación general |                            |                        |                  |
| Ciclista | Ciclista                   | Equipo                 | Tiempo           |
| 1.º | Ben O'Connor               | AG2R Citroën Team      | 12 h 44 min 20 s |
| 2.º | Juan Ayuso                 | UAE Team Emirates      | + 10 s           |
| 3.º | Nairo Quintana             | Arkéa-Samsic           | + 12 s           |
| 4.º | Sergio Higuita             | Bora-Hansgrohe         | + 16 s           |
| 5.º | Giulio Ciccone             | Trek-Segafredo         | + 16 s           |
| 6.º | Tobias Halland Johannessen | Uno-X Pro Cycling Team | + 16 s           |
| 7.º | Wout Poels                 | Bahrain Victorious     | + 16 s           |
| 8.º | Guillaume Martin           | Cofidis                | + 16 s           |
| 9.º | João Almeida               | UAE Team Emirates      | + 16 s           |
| 10.º | Steven Kruijswijk          | Jumbo-Visma            | + 19 s           |

### 4.ª etapa
| Seo de Urgel - Boí Taüll Resort | etapa de montaña | (166,5 km) |

| \| Clasificación de la etapa \| Clasificación de la etapa \| Clasificación de la etapa \| Clasificación de la etapa \| Clasificación de la etapa \| \| Ciclista \| Ciclista \| Equipo \| Tiempo \| \| \| ------------------------- \| -------------------------- \| ------------------------- \| ------------------------- \| ------------------------- \| \| 1.º \| João Almeida \| UAE Team Emirates \| 4 h 20 min 27 s \| \| \| 2.º \| Nairo Quintana \| Arkéa-Samsic \| + 0 s \| \| \| 3.º \| Sergio Higuita \| Bora-Hansgrohe \| + 0 s \| \| \| 4.º \| Wout Poels \| Bahrain Victorious \| + 7 s \| \| \| 5.º \| Tobias Halland Johannessen \| Uno-X Pro Cycling Team \| + 13 s \| \| \| 6.º \| Juan Ayuso \| UAE Team Emirates \| + 13 s \| \| \| 7.º \| Richard Carapaz \| Ineos Grenadiers \| + 13 s \| \| \| 8.º \| Jai Hindley \| Bora-Hansgrohe \| + 13 s \| \| \| 9.º \| Carlos Rodríguez \| Ineos Grenadiers \| + 13 s \| \| \| 10.º \| Guillaume Martin \| Cofidis \| + 13 s \| \| |                            |                        |                 |
| |                            |                        |                 |
| Fuente: ProCyclingStats |                            |                        |                 |
| Clasificación de la etapa |                            |                        |                 |
| Ciclista | Ciclista                   | Equipo                 | Tiempo          |
| 1.º | João Almeida               | UAE Team Emirates      | 4 h 20 min 27 s |
| 2.º | Nairo Quintana             | Arkéa-Samsic           | + 0 s           |
| 3.º | Sergio Higuita             | Bora-Hansgrohe         | + 0 s           |
| 4.º | Wout Poels                 | Bahrain Victorious     | + 7 s           |
| 5.º | Tobias Halland Johannessen | Uno-X Pro Cycling Team | + 13 s          |
| 6.º | Juan Ayuso                 | UAE Team Emirates      | + 13 s          |
| 7.º | Richard Carapaz            | Ineos Grenadiers       | + 13 s          |
| 8.º | Jai Hindley                | Bora-Hansgrohe         | + 13 s          |
| 9.º | Carlos Rodríguez           | Ineos Grenadiers       | + 13 s          |
| 10.º | Guillaume Martin           | Cofidis                | + 13 s          |

| \| Clasificación general \| Clasificación general \| Clasificación general \| Clasificación general \| Clasificación general \| \| Ciclista \| Ciclista \| Equipo \| Tiempo \| \| \| --------------------- \| -------------------------- \| ---------------------- \| --------------------- \| --------------------- \| \| 1.º \| Nairo Quintana \| Arkéa-Samsic \| + 17 h 04 min 53 s \| \| \| 2.º \| João Almeida \| UAE Team Emirates \| + 0 s \| \| \| 3.º \| Sergio Higuita \| Bora-Hansgrohe \| + 6 s \| \| \| 4.º \| Ben O'Connor \| AG2R Citroën Team \| + 16 s \| \| \| 5.º \| Juan Ayuso \| UAE Team Emirates \| + 17 s \| \| \| 6.º \| Wout Poels \| Bahrain Victorious \| + 17 s \| \| \| 7.º \| Tobias Halland Johannessen \| Uno-X Pro Cycling Team \| + 23 s \| \| \| 8.º \| Guillaume Martin \| Cofidis \| + 23 s \| \| \| 9.º \| Richard Carapaz \| Ineos Grenadiers \| + 26 s \| \| \| 10.º \| Torstein Træen \| Uno-X Pro Cycling Team \| + 34 s \| \| |                            |                        |                    |
| |                            |                        |                    |
| Fuente: ProCyclingStats |                            |                        |                    |
| Clasificación general |                            |                        |                    |
| Ciclista | Ciclista                   | Equipo                 | Tiempo             |
| 1.º | Nairo Quintana             | Arkéa-Samsic           | + 17 h 04 min 53 s |
| 2.º | João Almeida               | UAE Team Emirates      | + 0 s              |
| 3.º | Sergio Higuita             | Bora-Hansgrohe         | + 6 s              |
| 4.º | Ben O'Connor               | AG2R Citroën Team      | + 16 s             |
| 5.º | Juan Ayuso                 | UAE Team Emirates      | + 17 s             |
| 6.º | Wout Poels                 | Bahrain Victorious     | + 17 s             |
| 7.º | Tobias Halland Johannessen | Uno-X Pro Cycling Team | + 23 s             |
| 8.º | Guillaume Martin           | Cofidis                | + 23 s             |
| 9.º | Richard Carapaz            | Ineos Grenadiers       | + 26 s             |
| 10.º | Torstein Træen             | Uno-X Pro Cycling Team | + 34 s             |

### 5.ª etapa
| Puebla de Segur - Villanueva y Geltrú | etapa llana | (206 km) |

| \| Clasificación de la etapa \| Clasificación de la etapa \| Clasificación de la etapa \| Clasificación de la etapa \| Clasificación de la etapa \| \| Ciclista \| Ciclista \| Equipo \| Tiempo \| \| \| ------------------------- \| ------------------------- \| ------------------------- \| ------------------------- \| ------------------------- \| \| 1.º \| Ethan Vernon \| Quick-Step Alpha Vinyl \| 5 h 21 min 17 s \| \| \| 2.º \| Phil Bauhaus \| Bahrain Victorious \| + 0 s \| \| \| 3.º \| Dorian Godon \| AG2R Citroën Team \| + 0 s \| \| \| 4.º \| Guillaume Boivin \| Israel-Premier Tech \| + 0 s \| \| \| 5.º \| Kaden Groves \| BikeExchange-Jayco \| + 0 s \| \| \| 6.º \| Martin Laas \| Bora-Hansgrohe \| + 0 s \| \| \| 7.º \| Manuel Peñalver \| Burgos-BH \| + 0 s \| \| \| 8.º \| Ivo Oliveira \| UAE Team Emirates \| + 0 s \| \| \| 9.º \| Hugo Hofstetter \| Arkéa-Samsic \| + 0 s \| \| \| 10.º \| Guillaume Martin \| Cofidis \| + 0 s \| \| |                  |                        |                 |
| |                  |                        |                 |
| Fuente: ProCyclingStats |                  |                        |                 |
| Clasificación de la etapa |                  |                        |                 |
| Ciclista | Ciclista         | Equipo                 | Tiempo          |
| 1.º | Ethan Vernon     | Quick-Step Alpha Vinyl | 5 h 21 min 17 s |
| 2.º | Phil Bauhaus     | Bahrain Victorious     | + 0 s           |
| 3.º | Dorian Godon     | AG2R Citroën Team      | + 0 s           |
| 4.º | Guillaume Boivin | Israel-Premier Tech    | + 0 s           |
| 5.º | Kaden Groves     | BikeExchange-Jayco     | + 0 s           |
| 6.º | Martin Laas      | Bora-Hansgrohe         | + 0 s           |
| 7.º | Manuel Peñalver  | Burgos-BH              | + 0 s           |
| 8.º | Ivo Oliveira     | UAE Team Emirates      | + 0 s           |
| 9.º | Hugo Hofstetter  | Arkéa-Samsic           | + 0 s           |
| 10.º | Guillaume Martin | Cofidis                | + 0 s           |

| \| Clasificación general \| Clasificación general \| Clasificación general \| Clasificación general \| Clasificación general \| \| Ciclista \| Ciclista \| Equipo \| Tiempo \| \| \| --------------------- \| -------------------------- \| ---------------------- \| --------------------- \| --------------------- \| \| 1.º \| João Almeida \| UAE Team Emirates \| 22 h 26 min 09 s \| \| \| 2.º \| Nairo Quintana \| Arkéa-Samsic \| + 1 s \| \| \| 3.º \| Sergio Higuita \| Bora-Hansgrohe \| + 7 s \| \| \| 4.º \| Juan Ayuso \| UAE Team Emirates \| + 18 s \| \| \| 5.º \| Wout Poels \| Bahrain Victorious \| + 18 s \| \| \| 6.º \| Ben O'Connor \| AG2R Citroën Team \| + 18 s \| \| \| 7.º \| Tobias Halland Johannessen \| Uno-X Pro Cycling Team \| + 21 s \| \| \| 8.º \| Guillaume Martin \| Cofidis \| + 24 s \| \| \| 9.º \| Richard Carapaz \| Ineos Grenadiers \| + 27 s \| \| \| 10.º \| Torstein Træen \| Uno-X Pro Cycling Team \| + 35 s \| \| |                            |                        |                  |
| |                            |                        |                  |
| Fuente: ProCyclingStats |                            |                        |                  |
| Clasificación general |                            |                        |                  |
| Ciclista | Ciclista                   | Equipo                 | Tiempo           |
| 1.º | João Almeida               | UAE Team Emirates      | 22 h 26 min 09 s |
| 2.º | Nairo Quintana             | Arkéa-Samsic           | + 1 s            |
| 3.º | Sergio Higuita             | Bora-Hansgrohe         | + 7 s            |
| 4.º | Juan Ayuso                 | UAE Team Emirates      | + 18 s           |
| 5.º | Wout Poels                 | Bahrain Victorious     | + 18 s           |
| 6.º | Ben O'Connor               | AG2R Citroën Team      | + 18 s           |
| 7.º | Tobias Halland Johannessen | Uno-X Pro Cycling Team | + 21 s           |
| 8.º | Guillaume Martin           | Cofidis                | + 24 s           |
| 9.º | Richard Carapaz            | Ineos Grenadiers       | + 27 s           |
| 10.º | Torstein Træen             | Uno-X Pro Cycling Team | + 35 s           |

### 6.ª etapa
| Salou - Cambrils | etapa de media montaña | (167,5 km) |

| \| Clasificación de la etapa \| Clasificación de la etapa \| Clasificación de la etapa \| Clasificación de la etapa \| Clasificación de la etapa \| \| Ciclista \| Ciclista \| Equipo \| Tiempo \| \| \| ------------------------- \| ------------------------- \| ---------------------------------- \| ------------------------- \| ------------------------- \| \| 1.º \| Richard Carapaz \| Ineos Grenadiers \| + 4 h 09 min 19 s \| \| \| 2.º \| Sergio Higuita \| Bora-Hansgrohe \| + 0 s \| \| \| 3.º \| Kaden Groves \| BikeExchange-Jayco \| + 48 s \| \| \| 4.º \| Simone Velasco \| Astana Qazaqstan Team \| + 48 s \| \| \| 5.º \| Quentin Pacher \| Groupama-FDJ \| + 48 s \| \| \| 6.º \| Jan Bakelants \| Intermarché-Wanty-Gobert Matériaux \| + 48 s \| \| \| 7.º \| Fernando Barceló \| Caja Rural-Seguros RGA \| + 48 s \| \| \| 8.º \| Dorian Godon \| AG2R Citroën Team \| + 48 s \| \| \| 9.º \| Mattias Skjelmose \| Trek-Segafredo \| + 48 s \| \| \| 10.º \| Henri Vandenabeele \| Team DSM \| + 48 s \| \| |                    |                                    |                   |
| |                    |                                    |                   |
| Fuente: ProCyclingStats |                    |                                    |                   |
| Clasificación de la etapa |                    |                                    |                   |
| Ciclista | Ciclista           | Equipo                             | Tiempo            |
| 1.º | Richard Carapaz    | Ineos Grenadiers                   | + 4 h 09 min 19 s |
| 2.º | Sergio Higuita     | Bora-Hansgrohe                     | + 0 s             |
| 3.º | Kaden Groves       | BikeExchange-Jayco                 | + 48 s            |
| 4.º | Simone Velasco     | Astana Qazaqstan Team              | + 48 s            |
| 5.º | Quentin Pacher     | Groupama-FDJ                       | + 48 s            |
| 6.º | Jan Bakelants      | Intermarché-Wanty-Gobert Matériaux | + 48 s            |
| 7.º | Fernando Barceló   | Caja Rural-Seguros RGA             | + 48 s            |
| 8.º | Dorian Godon       | AG2R Citroën Team                  | + 48 s            |
| 9.º | Mattias Skjelmose  | Trek-Segafredo                     | + 48 s            |
| 10.º | Henri Vandenabeele | Team DSM                           | + 48 s            |

| \| Clasificación general \| Clasificación general \| Clasificación general \| Clasificación general \| Clasificación general \| \| Ciclista \| Ciclista \| Equipo \| Tiempo \| \| \| --------------------- \| -------------------------- \| ---------------------- \| --------------------- \| --------------------- \| \| 1.º \| Sergio Higuita \| Bora-Hansgrohe \| + 26 h 35 min 24 s \| \| \| 2.º \| Richard Carapaz \| Ineos Grenadiers \| + 16 s \| \| \| 3.º \| João Almeida \| UAE Team Emirates \| + 52 s \| \| \| 4.º \| Nairo Quintana \| Arkéa-Samsic \| + 53 s \| \| \| 5.º \| Juan Ayuso \| UAE Team Emirates \| + 1 min 08 s \| \| \| 6.º \| Wout Poels \| Bahrain Victorious \| + 1 min 10 s \| \| \| 7.º \| Ben O'Connor \| AG2R Citroën Team \| + 1 min 10 s \| \| \| 8.º \| Tobias Halland Johannessen \| Uno-X Pro Cycling Team \| + 1 min 13 s \| \| \| 9.º \| Guillaume Martin \| Cofidis \| + 1 min 16 s \| \| \| 10.º \| Torstein Træen \| Uno-X Pro Cycling Team \| + 1 min 27 s \| \| |                            |                        |                    |
| |                            |                        |                    |
| Fuente: ProCyclingStats |                            |                        |                    |
| Clasificación general |                            |                        |                    |
| Ciclista | Ciclista                   | Equipo                 | Tiempo             |
| 1.º | Sergio Higuita             | Bora-Hansgrohe         | + 26 h 35 min 24 s |
| 2.º | Richard Carapaz            | Ineos Grenadiers       | + 16 s             |
| 3.º | João Almeida               | UAE Team Emirates      | + 52 s             |
| 4.º | Nairo Quintana             | Arkéa-Samsic           | + 53 s             |
| 5.º | Juan Ayuso                 | UAE Team Emirates      | + 1 min 08 s       |
| 6.º | Wout Poels                 | Bahrain Victorious     | + 1 min 10 s       |
| 7.º | Ben O'Connor               | AG2R Citroën Team      | + 1 min 10 s       |
| 8.º | Tobias Halland Johannessen | Uno-X Pro Cycling Team | + 1 min 13 s       |
| 9.º | Guillaume Martin           | Cofidis                | + 1 min 16 s       |
| 10.º | Torstein Træen             | Uno-X Pro Cycling Team | + 1 min 27 s       |

### 7.ª etapa
| Barcelona - Barcelona | etapa de media montaña | (138,5 km) |

| \| Clasificación de la etapa \| Clasificación de la etapa \| Clasificación de la etapa \| Clasificación de la etapa \| Clasificación de la etapa \| \| Ciclista \| Ciclista \| Equipo \| Tiempo \| \| \| ------------------------- \| ------------------------- \| ------------------------- \| ------------------------- \| ------------------------- \| \| 1.º \| Andrea Bagioli \| Quick-Step Alpha Vinyl \| 3 h 18 min 09 s \| \| \| 2.º \| Attila Valter \| Groupama-FDJ \| + 0 s \| \| \| 3.º \| Fernando Barceló \| Caja Rural-Seguros RGA \| + 0 s \| \| \| 4.º \| Juan Ayuso \| UAE Team Emirates \| + 0 s \| \| \| 5.º \| Dylan Teuns \| Bahrain Victorious \| + 0 s \| \| \| 6.º \| Guillaume Martin \| Cofidis \| + 0 s \| \| \| 7.º \| Nairo Quintana \| Arkéa-Samsic \| + 0 s \| \| \| 8.º \| Carlos Verona \| Movistar Team \| + 0 s \| \| \| 9.º \| Sergio Higuita \| Bora-Hansgrohe \| + 0 s \| \| \| 10.º \| Richard Carapaz \| Ineos Grenadiers \| + 0 s \| \| |                  |                        |                 |
| |                  |                        |                 |
| Fuente: ProCyclingStats |                  |                        |                 |
| Clasificación de la etapa |                  |                        |                 |
| Ciclista | Ciclista         | Equipo                 | Tiempo          |
| 1.º | Andrea Bagioli   | Quick-Step Alpha Vinyl | 3 h 18 min 09 s |
| 2.º | Attila Valter    | Groupama-FDJ           | + 0 s           |
| 3.º | Fernando Barceló | Caja Rural-Seguros RGA | + 0 s           |
| 4.º | Juan Ayuso       | UAE Team Emirates      | + 0 s           |
| 5.º | Dylan Teuns      | Bahrain Victorious     | + 0 s           |
| 6.º | Guillaume Martin | Cofidis                | + 0 s           |
| 7.º | Nairo Quintana   | Arkéa-Samsic           | + 0 s           |
| 8.º | Carlos Verona    | Movistar Team          | + 0 s           |
| 9.º | Sergio Higuita   | Bora-Hansgrohe         | + 0 s           |
| 10.º | Richard Carapaz  | Ineos Grenadiers       | + 0 s           |

## Clasificaciones finales
- Las clasificaciones finalizaron de la siguiente forma:[2]

### Clasificación general
| \| Clasificación general \| Clasificación general \| Clasificación general \| Clasificación general \| Clasificación general \| \| Ciclista \| Ciclista \| Equipo \| Tiempo \| \| \| --------------------- \| -------------------------- \| ---------------------- \| --------------------- \| --------------------- \| \| 1.º \| Sergio Higuita \| Bora-Hansgrohe \| + 29 h 53 min 33 s \| \| \| 2.º \| Richard Carapaz \| Ineos Grenadiers \| + 16 s \| \| \| 3.º \| João Almeida \| UAE Team Emirates \| + 52 s \| \| \| 4.º \| Nairo Quintana \| Arkéa-Samsic \| + 53 s \| \| \| 5.º \| Juan Ayuso \| UAE Team Emirates \| + 1 min 08 s \| \| \| 6.º \| Ben O'Connor \| AG2R Citroën Team \| + 1 min 10 s \| \| \| 7.º \| Tobias Halland Johannessen \| Uno-X Pro Cycling Team \| + 1 min 13 s \| \| \| 8.º \| Guillaume Martin \| Cofidis \| + 1 min 16 s \| \| \| 9.º \| Torstein Træen \| Uno-X Pro Cycling Team \| + 1 min 27 s \| \| \| 10.º \| Sam Oomen \| Jumbo-Visma \| + 1 min 55 s \| \| |                            |                        |                    |
| |                            |                        |                    |
| Fuente: ProCyclingStats |                            |                        |                    |
| Clasificación general |                            |                        |                    |
| Ciclista | Ciclista                   | Equipo                 | Tiempo             |
| 1.º | Sergio Higuita             | Bora-Hansgrohe         | + 29 h 53 min 33 s |
| 2.º | Richard Carapaz            | Ineos Grenadiers       | + 16 s             |
| 3.º | João Almeida               | UAE Team Emirates      | + 52 s             |
| 4.º | Nairo Quintana             | Arkéa-Samsic           | + 53 s             |
| 5.º | Juan Ayuso                 | UAE Team Emirates      | + 1 min 08 s       |
| 6.º | Ben O'Connor               | AG2R Citroën Team      | + 1 min 10 s       |
| 7.º | Tobias Halland Johannessen | Uno-X Pro Cycling Team | + 1 min 13 s       |
| 8.º | Guillaume Martin           | Cofidis                | + 1 min 16 s       |
| 9.º | Torstein Træen             | Uno-X Pro Cycling Team | + 1 min 27 s       |
| 10.º | Sam Oomen                  | Jumbo-Visma            | + 1 min 55 s       |

### Clasificación de la montaña
| Clasificación de la montaña | Clasificación de la montaña | Clasificación de la montaña | Clasificación de la montaña | Clasificación de la montaña |
| Ciclista                    | Ciclista                    | Equipo                      | Puntos                      |                             |
| --------------------------- | --------------------------- | --------------------------- | --------------------------- | --------------------------- |
| 1.º                         | Sergio Higuita              | Bora-Hansgrohe              | 28 pts                      |                             |
| 2.º                         | Mikel Bizkarra              | Euskaltel-Euskadi           | 21 pts                      |                             |
| 3.º                         | Ander Okamika               | Burgos-BH                   | 20 pts                      |                             |
| 4.º                         | Richard Carapaz             | Ineos Grenadiers            | 20 pts                      |                             |
| 5.º                         | Steven Kruijswijk           | Jumbo-Visma                 | 17 pts                      |                             |
| 6.º                         | João Almeida                | UAE Team Emirates           | 16 pts                      |                             |
| 7.º                         | Juan Ayuso                  | UAE Team Emirates           | 16 pts                      |                             |
| 8.º                         | Jesús Herrada               | Cofidis                     | 15 pts                      |                             |
| 9.º                         | Nairo Quintana              | Arkéa-Samsic                | 14 pts                      |                             |
| 10.º                        | Quentin Pacher              | Groupama-FDJ                | 12 pts                      |                             |

### Clasificación de los sprints (metas volantes)
| Clasificación por puntos | Clasificación por puntos | Clasificación por puntos | Clasificación por puntos | Clasificación por puntos |
| Ciclista                 | Ciclista                 | Equipo                   | Puntos                   |                          |
| ------------------------ | ------------------------ | ------------------------ | ------------------------ | ------------------------ |
| 1.º                      | Kaden Groves             | BikeExchange-Jayco       | 17 pts                   |                          |
| 2.º                      | Richard Carapaz          | Ineos Grenadiers         | 15 pts                   |                          |
| 3.º                      | Sergio Higuita           | Bora-Hansgrohe           | 15 pts                   |                          |
| 4.º                      | João Almeida             | UAE Team Emirates        | 11 pts                   |                          |
| 5.º                      | Ben O'Connor             | AG2R Citroën Team        | 10 pts                   |                          |
| 6.º                      | Andrea Bagioli           | Quick-Step Alpha Vinyl   | 10 pts                   |                          |
| 7.º                      | Ethan Vernon             | Quick-Step Alpha Vinyl   | 10 pts                   |                          |
| 8.º                      | Nairo Quintana           | Arkéa-Samsic             | 10 pts                   |                          |
| 9.º                      | Juan Ayuso               | UAE Team Emirates        | 8 pts                    |                          |
| 10.º                     | Attila Valter            | Groupama-FDJ             | 6 pts                    |                          |

### Clasificación de los jóvenes
| Clasificación del mejor joven | Clasificación del mejor joven | Clasificación del mejor joven | Clasificación del mejor joven | Clasificación del mejor joven |
| Ciclista                      | Ciclista                      | Equipo                        | Tiempo                        |                               |
| ----------------------------- | ----------------------------- | ----------------------------- | ----------------------------- | ----------------------------- |
| 1.º                           | Sergio Higuita                | Bora-Hansgrohe                | 29 h 53 min 33 s              |                               |
| 2.º                           | João Almeida                  | UAE Team Emirates             | + 52 s                        |                               |
| 3.º                           | Juan Ayuso                    | UAE Team Emirates             | + 1 min 08 s                  |                               |
| 4.º                           | Tobias Halland Johannessen    | Uno-X Pro Cycling Team        | + 1 min 13 s                  |                               |
| 5.º                           | Carlos Rodríguez              | Ineos Grenadiers              | + 2 min 50 s                  |                               |
| 6.º                           | Mattias Skjelmose             | Trek-Segafredo                | + 2 min 54 s                  |                               |
| 7.º                           | Javier Romo                   | Astana Qazaqstan Team         | + 12 min 35 s                 |                               |
| 8.º                           | Attila Valter                 | Groupama-FDJ                  | + 17 min 35 s                 |                               |
| 9.º                           | Sylvain Moniquet              | Lotto-Soudal                  | + 20 min 50 s                 |                               |
| 10.º                          | Henri Vandenabeele            | Team DSM                      | + 23 min 52 s                 |                               |

### Clasificación por equipos
| Clasificación por equipos | Clasificación por equipos          | Clasificación por equipos | Clasificación por equipos |
| Equipo                    | Equipo                             | Tiempo                    |                           |
| ------------------------- | ---------------------------------- | ------------------------- | ------------------------- |
| 1.º                       | Bahrain Victorious                 | 89 h 46 min 49 s          |                           |
| 2.º                       | UAE Team Emirates                  | + 6 min 35 s              |                           |
| 3.º                       | Groupama-FDJ                       | + 7 min 18 s              |                           |
| 4.º                       | Uno-X Pro Cycling Team             | + 7 min 20 s              |                           |
| 5.º                       | Ineos Grenadiers                   | + 11 min 14 s             |                           |
| 6.º                       | Bora-Hansgrohe                     | + 11 min 15 s             |                           |
| 7.º                       | Trek-Segafredo                     | + 17 min 53 s             |                           |
| 8.º                       | Intermarché-Wanty-Gobert Matériaux | + 18 min 00 s             |                           |
| 9.º                       | Movistar Team                      | + 24 min 50 s             |                           |
| 10.º                      | Jumbo-Visma                        | + 26 min 44 s             |                           |

## Evolución de las clasificaciones
| Etapa                   |                         | Ganador _        | Clasificación general | Puntos           | Montaña         | Jóvenes         | Combatividad      | Equipo             |
| ----------------------- | ----------------------- | ---------------- | --------------------- | ---------------- | --------------- | --------------- | ----------------- | ------------------ |
| 1.ª etapa               | etapa llana             | Michael Matthews | Michael Matthews      | Michael Matthews | Jonas Hvideberg | Jonas Hvideberg | Jonathan Caicedo  | Bahrain Victorious |
| 2.ª etapa               | etapa llana             | Kaden Groves     | Jonas Hvideberg       | Jonas Hvideberg  | Jonas Hvideberg | Jonas Hvideberg | Adrià Moreno      | Bahrain Victorious |
| 3.ª etapa               | etapa de montaña        | Ben O'Connor     | Ben O'Connor          | Jonas Hvideberg  | Ander Okamika   | Juan Ayuso      | Mikel Bizkarra    | UAE Team Emirates  |
| 4.ª etapa               | etapa de montaña        | João Almeida     | Nairo Quintana        | Jonas Hvideberg  | Mikel Bizkarra  | João Almeida    | Marc Soler        | UAE Team Emirates  |
| 5.ª etapa               | etapa llana             | Ethan Vernon     | João Almeida          | Phil Bauhaus     | Mikel Bizkarra  | João Almeida    | Urko Berrade      | UAE Team Emirates  |
| 6.ª etapa               | etapa de media montaña  | Richard Carapaz  | Sergio Higuita        | Phil Bauhaus     | Sergio Higuita  | Sergio Higuita  | Richard Carapaz   | Bahrain Victorious |
| 7.ª etapa               | etapa de media montaña  | Andrea Bagioli   | Sergio Higuita        | Kaden Groves     | Sergio Higuita  | Sergio Higuita  | Steven Kruijswijk | Bahrain Victorious |
| Clasificaciones finales | Clasificaciones finales |                  | Sergio Higuita        | Kaden Groves     | Sergio Higuita  | Sergio Higuita  | no otorgado       | Bahrain Victorious |

## Ciclistas participantes y posiciones finales
Convenciones:
- AB-N: Abandono en la etapa "N"
- FLT-N: Retiro por arribo fuera del límite de tiempo en la etapa "N"
- NTS-N: No tomó la salida para la etapa "N"
- DES-N: Descalificado o expulsado en la etapa "N"

## UCI World Ranking
La Volta a Cataluña otorgó puntos para el UCI World Ranking para corredores de los equipos en las categorías UCI WorldTeam, UCI ProTeam y Continental. Las siguientes tablas son el baremo de puntuación y los diez corredores que obtuvieron más puntos:
| Posición              | 1.º | 2.º | 3.º | 4.º | 5.º | 6.º | 7.º | 8.º | 9.º | 10.º | 11.º | 12.º | 13.º | 14.º | 15.º | 16.º-20.º | 21.º-30.º | 31.º-50.º | 51.º-55.º | 56.º-60.º |
| Clasificación general | 400 | 320 | 260 | 220 | 180 | 140 | 120 | 100 | 80  | 68   | 56   | 48   | 40   | 32   | 28   | 24        | 16        | 8         | 4         | 2         |
| Por etapa             | 50  | 20  | 8   |     |     |     |     |     |     |      |      |      |      |      |      |           |           |           |           |           |
| Líder                 | 8   |     |     |     |     |     |     |     |     |      |      |      |      |      |      |           |           |           |           |           |

| Clasificación |                            |                  |         |       |       |       |
| Posición      | Ciclista                   | Equipo           | General | Etapa | Líder | Total |
| ------------- | -------------------------- | ---------------- | ------- | ----- | ----- | ----- |
| 1.º           | Sergio Higuita             | Bora-Hansgrohe   | 400     | 28    | 8     | 436   |
| 2.º           | Richard Carapaz            | INEOS Grenadiers | 320     | 50    | -     | 370   |
| 3.º           | João Almeida               | UAE Emirates     | 260     | 50    | 8     | 318   |
| 4.º           | Nairo Quintana             | Arkéa Samsic     | 220     | 28    | 8     | 256   |
| 5.º           | Juan Ayuso                 | UAE Emirates     | 180     | 20    | -     | 200   |
| 6.º           | Ben O'Connor               | AG2R Citroën     | 140     | 50    | 8     | 198   |
| 7.º           | Tobias Halland Johannessen | Uno-X            | 120     | -     | -     | 120   |
| 8.º           | Guillaume Martin           | Cofidis          | 100     | -     | -     | 100   |
| 9.º           | Torstein Træen             | Uno-X            | 80      | -     | -     | 80    |
| 10.º          | Sam Oomen                  | Jumbo-Visma      | 68      | -     | -     | 68    |